# Ušivak
Ušivak är en ort i Bosnien och Hercegovina.   Den ligger i entiteten Federationen Bosnien och Hercegovina, i den centrala delen av landet, 11 km väster om huvudstaden Sarajevo. Ušivak ligger 592 meter över havet och antalet invånare är 877.
Terrängen runt Ušivak är lite bergig. Runt Ušivak är det ganska tätbefolkat, med 93 invånare per kvadratkilometer.. Närmaste större samhälle är Sarajevo, 10,8 km öster om Ušivak. 
I omgivningarna runt Ušivak växer i huvudsak blandskog.